# カムイの剣
『カムイの剣』（カムイのけん）は、矢野徹作の冒険時代劇小説。また、それを原作として1985年に制作、公開されたアニメーション映画。

## 概要
1970年に立風書房から単行本が刊行され、1975年に角川文庫版（角川書店刊）が全1巻で刊行された。角川文庫版はのちに上下巻に2分冊され、さらに第1巻、第2巻に改められた。映画化されたのはこの巻までのエピソードである。
角川文庫からはその後、第3巻から第5巻までが刊行されたが、これは明治維新以降の時代を舞台にした続編で、映画化記念として書かれたものの、未完に終わっている。分冊以降の角川文庫版は、映画でもキャラクターデザインを担当した村野守美がカバーイラストと挿絵を手掛けている。
後にハルキ文庫（角川春樹事務所刊）から全1巻で再刊されたが、これは角川文庫版の第2巻までに当たり（当初の1巻本と同じ）、加筆・訂正を加え完全版としたもの。これはさらに、徳間文庫のレーベル「トクマの特選！」からシリーズ「The Vagabond 流浪者たちの肖像」の第1冊として再刊されている。

## ストーリー
幕末。育ての母、姉を殺された次郎は村人に親殺しの濡れ衣を着せられ、村を追われる。公儀御庭番の頭目、天海に拾われた次郎は忍びとして育てられ、亡き実父の短刀を授けられ、父と己の出生の謎を解く探索の旅に出る。だが、託された日月螺鈿が施された短刀「カムイの剣」には海賊キャプテン・キッドにまつわる財宝の謎が隠されていたのだった。

## 登場人物
※声はアニメ映画版のもの。
次郎
声 - 真田広之
本編の主人公。父、太郎左とアイヌの娘、オヤルルの子であり、太郎左の妻であったつゆのもとで育てられていた。何者かにより、つゆと姉さゆりが殺され、母と姉殺しを疑われて村を追われ、天海の下、忍びの修行を積む。成長し、父・太郎左の死の謎を解くべく探索を始めるが、それは周到に仕組まれた天海の罠だった。
必殺技は、自ら編み出した剣技「カムイ無拍子」。独特の構えで深く精神統一を図った後に繰り出される、鋭い一撃。
続編では服部次郎左、また義父ジェロニモの名を借りジローム・カムイと名乗る。
お雪
声 - 小山茉美
抜け忍となった次郎を追う天海配下の忍びの一人で、松前四人衆のひとり。蝦夷を旅立ち、ベーリング海峡から、アラスカ・米国本土まで渡る次郎を追う内に次郎との間に愛憎が芽生える。
天海
声 - 石田弦太郎
蝦夷・松前の地で活動する幕府公儀隠密の元締め。普段は松前天源寺の高僧・天海和尚を名乗っている。幕府への忠誠心は高いが、強欲で残忍な性格の持ち主。薩摩隠密の太郎左が「キャプテン・キッドの謎」を掴んだことを知り、追い詰め殺すが、忍びとして育てたその子・次郎を探索に出し、財宝を手に入れようと目論んでいる。
何人もの影武者を持つが、筋骨隆々かつ長身の巨漢にもかかわらず、本人の忍びとしての能力・戦闘力も非常に高い。錫杖に仕込んだ刀を武器とし、僧衣の下には腕甲が相手を切り裂く展開式の刃となった特殊な鎧を着込んでいる。
三平
声 - 青野武
天海の配下の忍びの一人。抜け忍となり、財宝の謎を追う次郎を追討の任に就く。太郎左とは親友の間柄であった。
映画では生き延び、後に西郷の側近となっているが、原作では次郎の危機を救い死ぬ。次郎は、西郷と会見し、三平の真意を告げられる。
安藤昌山
声 - 永井一郎
知床コタンに住む世捨て人の老人。抜け忍となり、天海配下の忍びと死闘を繰り返し、傷つき倒れた次郎を助ける。次郎に学問と世界の広さを教え、財宝の謎を解く鍵を与えると共に、米国を目指す次郎を援助するが、天海配下の追っ手の手にかかり死ぬ。安藤昌益の子孫であるという。
辺地での質素な生活からは想像もつかない学識の持ち主で、次郎に、天海を倒し復讐を遂げるには、学問・見識・財力あらゆる面で天海を上回ることが必要であると教える。次郎は死後も昌山を人生の師と仰ぎ、キャプテン・キッドの莫大な財宝よりも、昌山からもらった砂金の方が大切な宝だと語っている。原作では、隠れキリシタンとの繋がりを疑われ、安藤昌山は流罪とされていたと三平が語っている。
チコ
声 - 山本百合子
西部の無法者の餌食になる危機を、次郎が救ったネイティブ・アメリカンの女性。実はジェロニモの養女であり、フランス人。本名はジュリー・ルシェル。外交官として、来日した実の父フランソワ・ルシェルもまた天海の手にかかり、世を去ったと言う。その後、次郎と結婚して、2人の子供をもうけている。
サム
声 - 曽我部和行
ドラスニック船長所有の黒人奴隷であり、次郎が渡米を望み乗船する際に協力する。次郎が船内のいさかいから、お雪と共にアラスカで下船する際に、次郎はサムをドラスニック船長から買い取って自由の身とするが、次郎を主と慕うサムは同行する。その後、次郎が財宝を基に興したサムエル商会の支配人となっている。
ペトロ
お雪がアラスカの旅で拾った白い狼の子。映画での名前は「白狼（びゃくろう）」。
真吾
声 - 塩沢兼人
天海の実子。天海の指示により、次郎を一流の忍びとして鍛え上げる。探索の旅に出た次郎を追い詰め、財宝の謎を探らせる計画の指揮をとるが、逆襲に遭う。その後、オヤルルを薬を使って殺害、その容疑を次郎に向かうように仕向ける。
映画では、次郎にオヤルルの時と同じ毒を飲まされた後、次郎の策略により同輩の忍び、孫六の手にかかって死ぬ。
原作では米国より帰国した次郎を長崎で襲撃する。次郎は、真吾が毒より回復した事実より、幕府とフランスとの繋がりを知る。
十勝半蔵
声 - 外山高士
天海配下の忍びを統括する指揮官。次郎の養母つゆと姉さゆりを手に掛け、太郎左を追い詰める。
松前三人衆
声 - りんたろう（勘助）、宇崎竜童（喜平次）、林英哲（お春）
天海配下の手練れの忍び、渡島の勘助・大沼の喜平次・積丹のお春の三人を言う。また、お春の妹であるお雪を加え、松前四人衆とも呼ばれ、恐れられていた。刺客として次郎を狙う。映画では幻術のような技を使うが、原作ではそれぞれの技や体術で罠を張る。本編には登場しなかったが、普段は全員、普通の町民として活動しており、お春は正式には男性。
ジェロニモ
声 - 村松康雄
ネイティブ・アメリカンの伝説的な指導者。チコの養父である。チコの危機を救った次郎を家族同然にもてなす。
小栗上野介
声 - 柴田秀勝
幕末の勘定奉行。松前にて活動する天海ら公儀隠密の上司にあたる幕府閣僚。
つゆ
声 - 朝井良江
太郎左の妻であった佐伊の村の女性。赤子の次郎に添えられた書置きから、次郎が太郎左の子であることを確信し養育するが、天海配下の忍びに殺される。
さゆり
声 - 鈴木富子
太郎左とつゆの娘。次郎にとっては異母姉であるが、天海配下の忍びに殺される。
太郎左
声 - 羽佐間道夫
薩摩藩の命を受け、蝦夷の地にキャプテン・キッドの財宝を探索していた忍び。その活動の過程で佐伊村のつゆ、オヤルルとの間に愛情を育むが、天海の追及の果てに無念を飲み、次郎に財宝の謎を秘めた品を残して死ぬ。
オヤルル
声 - 池田昌子
次郎の生みの母であるアイヌの女性。太郎左、次郎と生き別れた後、一人シノピリカコタンの集落を離れて暮らしていた。「カムイの剣」はアイヌに伝えられていた宝物であり、オヤルルが太郎左に渡したものだった。
次郎のオヤルルに対する感情描写は、映画版と小説では微妙に異なる。
チオマップ
声 - 堀江美都子
安藤昌山を慕い、世話をするアイヌの少女。次郎を追って現れた天海に次郎の行き先を問い詰められ、また性的陵辱を示唆され、次郎の形見ともらった手裏剣で自ら命を絶った。
ウラカ
声 - 杉元直樹
シノピリカコタンの少年。父親と共に和人の迫害を受けていたところを次郎によって助けられる。オヤルルのもとに次郎を案内する。
続編では、サムエル商会の使用人として、登場する。
ドラスニック船長
声 - 江幡高志
サムの主人であり、次郎が渡米する船の船長。映画では次郎に好意を見せ、後に財宝を発見し、天海と戦うことを決意した次郎の協力者となるが、原作では、奴隷制度や人種差別に疑問を持たない、平均的な当時の米国人としか描写されていない。
マーク・トウェイン
声 - 家弓家正
財宝の謎を追い、チコとともに酒場サンタ・カタリナに現れた次郎に興味を持ち、示唆を与える。
続編では国際的な政商となった次郎と再会する。
藤林源十郎
声 - 寺島幹夫
映画では、伊賀の頭領配下の上忍。伊賀より次郎の配下となった忍びたちを統括する。原作では、幕末の伊賀組同心としては珍しく忍びとしての高い技量を秘めた人物。次郎と接触し、協力者となる。自らを「拗ね者」と呼ぶ偏屈だが、次郎に肩入れする。
続編では、次郎の元で忍びを統括すると共に、徳川慶喜より許可を得て、天海の後任の公儀隠密元締めになり、次郎に敵対する元公儀隠密を説得し恭順させる。
伊賀の頭領
声 - 北村弘一
米国より帰国した次郎より懇請を受け、配下の忍びの手配を多額の報酬と引き換えに請け負う。太郎左の父であり、次郎にとっては実の祖父である。映画では、十勝半蔵と刺し違え、死の際に次郎に祖父であることを告げるが、原作ではそれを伝えられず死ぬ。天海の師匠でもあり、死ぬ寸前に天海を弟子に持ったことを後悔していた。
西郷隆盛
声 - 石田弦太郎
薩摩の要人。三平、太郎左ら薩摩間者の元締めとされる。
小笠原佐渡守
声 - 村松康雄
ゴールド・ガン
声 - 岡和男
チコを襲おうとした無法者。
スコーピオン
声 - 寺島幹夫
ジャッカル
声 - 田中亮一
チコを襲おうとした無法者。
投網の孫六、庄兵衛
声 - 田中康郎
金作
声 - 平野正人
孫八
声 - 田中和実
長老
声 - 天草四郎
お金婆さん
声 - 宇崎竜童
新半の菊左
声 - 林英哲
その他
声 - 福永栄一、遠藤浩、江森浩子、菊池英博、高柳潤、金丸祐一、谷口奈緒子

## 書誌情報
- 立風書房
  - 全1巻（1970年9月20日初版）
- 角川文庫
  - 旧版　（1975年7月）　※解説：星新一
  - 第1巻 （1984年2月） ISBN 978-4041403181
  - 第2巻 （1984年2月） ISBN 978-4041403198　※解説：星新一
  - 第3巻 明治開国編（1984年12月）  ISBN 978-4041403204
  - 第4巻 世界への道編（1985年1月）  ISBN 978-4041403211
  - 第5巻 ロシア南進策編（1985年2月）  ISBN 978-4041403228
- ハルキ文庫
  - 全1巻（1999年2月）  ISBN 978-4894564992　※解説：和田はつ子
- 徳間文庫
  - 全1巻（トクマの特選！ The Vagabond 流浪者たちの肖像 #1）（2022年6月） ISBN 978-4198947521

## アニメ映画
1985年に制作、公開。キャッチコピーは「目覚めよ冒険心」。声の出演については#登場人物参照。同時上映は『ボビーに首ったけ』。

### 製作
作家の星新一が、創刊号の執筆者でもあった関係で『小説 野性時代』に原作を売り込み、角川書店の社長だった角川春樹にも原作本が手渡された。角川は「その日は終日仕事を放棄せざるを得なかった。それほど面白かった」と手応えを感じたが、『復活の日』などの大作の製作が控える中、映画化は見送られた。後年、角川が映画『オイディプスの刃』を製作中だった頃、ATGのプロデューサーだった葛井欣士郎が映画化の企画書を持ち込んだが、葛井の用意した予算が4億円であったため、実写ではなくアニメ映画として制作されることになった。角川は映画公開に併せて、原作者の矢野と面会し、承諾を得た上で原作本を角川文庫で再刊したり、アニメ専門誌『月刊ニュータイプ』を創刊するなど、メディアミックス展開を行った。

### スタッフ
- 製作：角川春樹
- 原作：矢野徹
- 監督：りんたろう
- 脚本：真崎守
- 撮影：八巻磐
- 編集：田中修
- 美術：男鹿和雄、窪田忠雄
- 美術監督：椋尾篁
- タイトル題字：佐藤勝彦
- キャラクターデザイン：村野守美
- 音楽監督：宇崎竜童、林英哲
- 作画監督：野田卓雄
- 音響プロデューサー：明田川進
- 音響効果：佐々木英世、倉橋静男、柴崎憲治（東洋音響）
- 助監督：石崎すすむ、楠美直子、江幡宏之
- プロデューサー：丸山正雄、池上悟、りんたろう
- 制作：プロジェクトチームアルゴス、マッドハウス
- 主題歌：「カムイの剣」「カムイの子守唄」

作詞 阿木燿子 / 作曲 宇崎竜童 / 編曲 萩田光雄 / 唄 渡辺典子

### 関連書籍・商品
- 『シナリオ カムイの剣』真崎守（角川文庫 1985年2月） ISBN 978-4-04-140399-0
- 『富士見コミックス・アニメ版 カムイの剣』（富士見書房 1985年）ISBN 978-4829180099
- 『カムイの剣 オリジナル・サウンドトラック』（日本コロムビア 1985年2月21日（LP）、1999年1月25日（CD））
- 『カムイの剣』（コンプティーク 1985年4月） ※映画公開にあわせて発売されたパソコンゲーム用アドベンチャーゲーム